# 菅原文哉
菅原文哉 (すがわらぶんや、1906年-1977年4月) は、
日本の都市計画家で、旧東京府や旧満州国で各地都市の都邑計画立案や改正都邑計画法起草に携わる。戦後は乞われて全国各地の総合都市計画立案に関わり、戦後日本の近代都市の基盤確立に従事していく。

## 来歴
宮城県栗原郡金田村生まれ。1923年に上京して東京府庁に入る。東京府では土木部建設事務所、都市計画課及び整地課に勤務。整地課時代は府下各地の土地区画整理基本調査と駒沢や上馬、下馬、練馬などの広範囲に及ぶ土地区画整理組合設立参画で事業実施の指導にあたる。その傍らで攻玉社工学校に進学し1927年に卒業後に東京府土木部に勤務を継続して帝都復興事業に従事しながら攻玉社高等工学校土木工学科に進学し、1931年に同校を卒業。
1935年から満州国政府に転出し民政部都邑課に勤務し都市計画事業に参画。1941年に高等技術官試験に合格し同国政府交通部技佐また満州鉄道と関東軍参謀部嘱託として国務院総合立地計画室を兼務。満州国全新興都市の都邑計画調査や計画事業実施などで中心的役割を果たす。
戦後は1946年10月に帰国。かつての同僚で神奈川県計画課長に就任した佐藤昌の誘いによる神奈川県技師待遇での採用を辞退、帰郷して仙台市で木材業の傍ら宮城県玉造郡鬼首村北滝開拓協同組合長に就任。
その後新潟県新津市技師。新津総合都市計画に携わる。1952年に秋田市嘱託。その後同市都市計画課長。広範囲に及ぶ基礎調査に基づく秋田市総合都市計画を策定し、この計画で全日本建設技術協会賞を受賞し、日本都市計画マスタープランの代表例として国際住宅都市計画会議に提出される。
1955年、藤沢市建設部計画課長。1957年には同市建設部長に就任し、藤沢市総合都市計画策定、藤沢バイパス建設などに携わる他、工場誘致や防災建築街区造成法#藤沢市（391街区）を手掛けている。
1964年から仙台市建設局長。都市計画基礎調査から同市総合都市計画策定と実施に関与。1967年から京急興業株式会社常務取締役就任。1969年、日本新都市開発取締役。京急興業では千葉県市原市の特に住環境に重点を置いた土地区画整理事業を、日本新都市開発では埼玉県所沢市ニュータウン宅地造成事業の指導と竣工で民間団地計画で最初の建設大臣表彰。
1975年にオランダで開催された世界都市計画学会に日本代表として出席するが帰国後体調を害して2年後に逝去。

## 参考
- 中島直人, 「藤沢駅前南部第一防災建築街区造成の都市計画史的意義に関する考察」『日本建築学会計画系論文集』 2013年 78巻 688号 p.1301-1310, 日本建築学会, doi:10.3130/aija.78.1301, NAID 200000382208
- 菅原文哉回顧録刊行会(1978)『菅原文哉回顧録』
- 秋本福雄, 「戦後の旧都市計画法時代の総合都市計画に関する考察-菅原文哉の業績を中心に」『東海大学紀要 工学部』 38巻 1号 p.173-179, 1998-10, NAID 110000194318
- 角田孝志(1987), 都市計画Who was Who 菅原文哉（『都市計画』149号）
- 河本雄介, 中島直人, 再開発制度形成期における都市広場の空間特性と計画理念に関する研究」『都市計画論文集』 2013年 48巻 3号 p.501-506, 日本都市計画学会, doi:10.11361/journalcpij.48.501, NAID 130004567482
- 五島寧(2016), 「満州国都邑計画法再考」『都市計画論文集』 51巻 3号 p.1137-1144, NAID 130005432735